# Pactul de neutralitate dintre URSS și Japonia

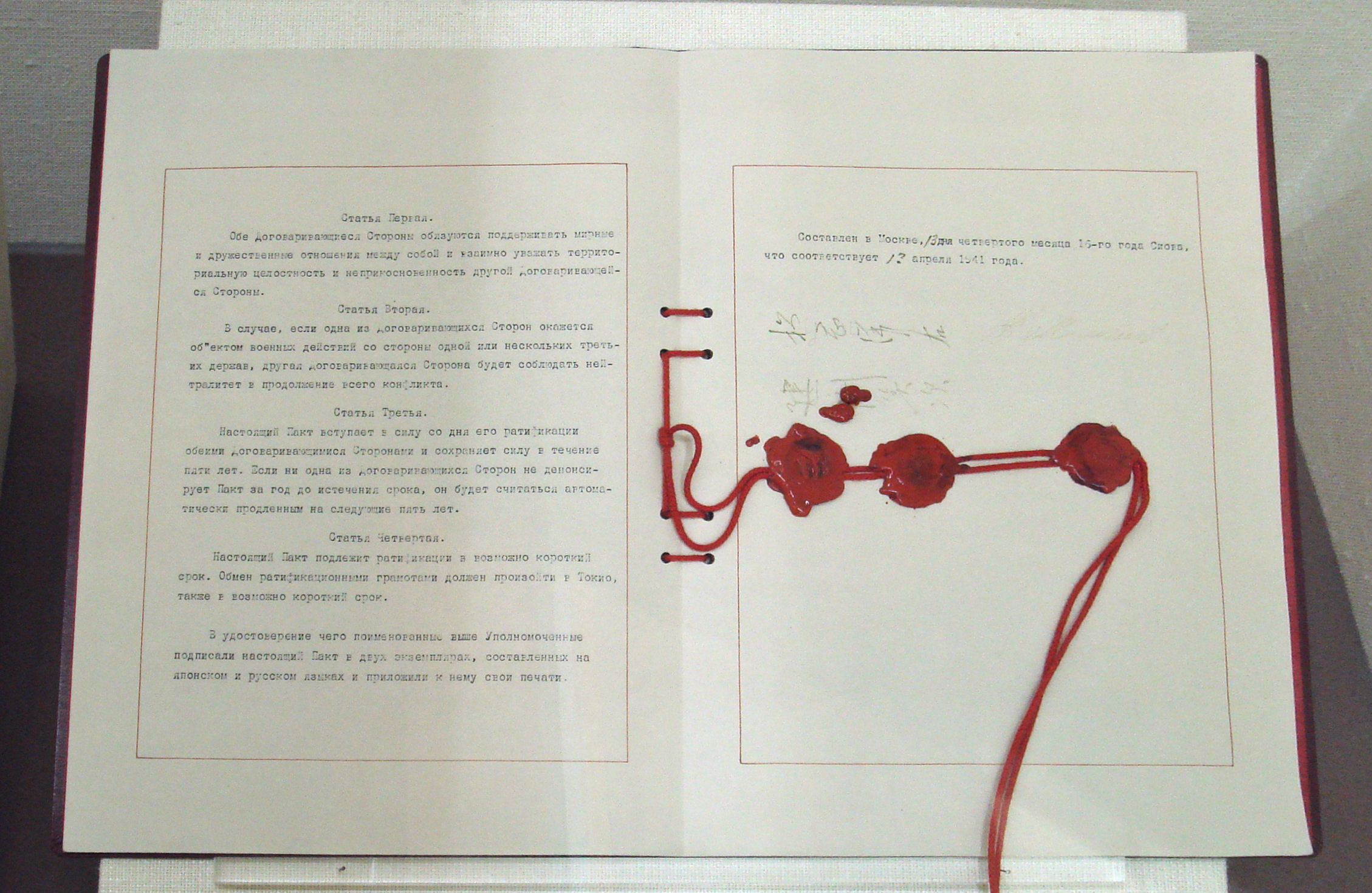
Soviet-Japanese Neutrality Pact, 13 April 1941.

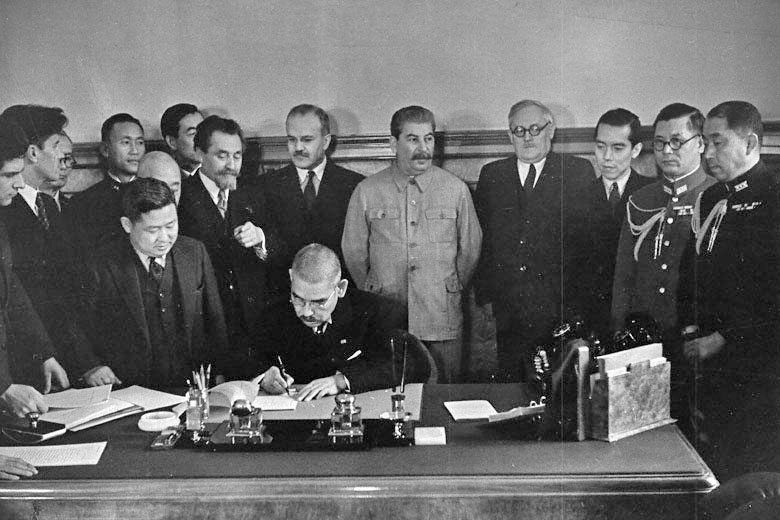
Japanese Foreign Minister Matsuoka signing Soviet-Japanese Neutrality Pact

Pactul de neutralitate dintre URSS și Japonia a fost semnat între aceste două state la data de 13 aprilie 1941 pe o perioadă de 5 ani de la data ratificării.  Acest Pact de neutralitate a fost revocat prin atacul URSS-ului asupra Japoniei la data de 8 august 1945. 